# Kuhlia marginata
Kuhlia marginata là một loài cá thuộc họ Kuhliidae. Chúng được tìm thấy ở Úc, Đông Timor, Fiji, Guam, Indonesia, Nhật Bản, Micronesia, Nouvelle-Calédonie, Papua New Guinea, Philippines, quần đảo Solomon, Đài Loan, và Vanuatu.

## Hình ảnh

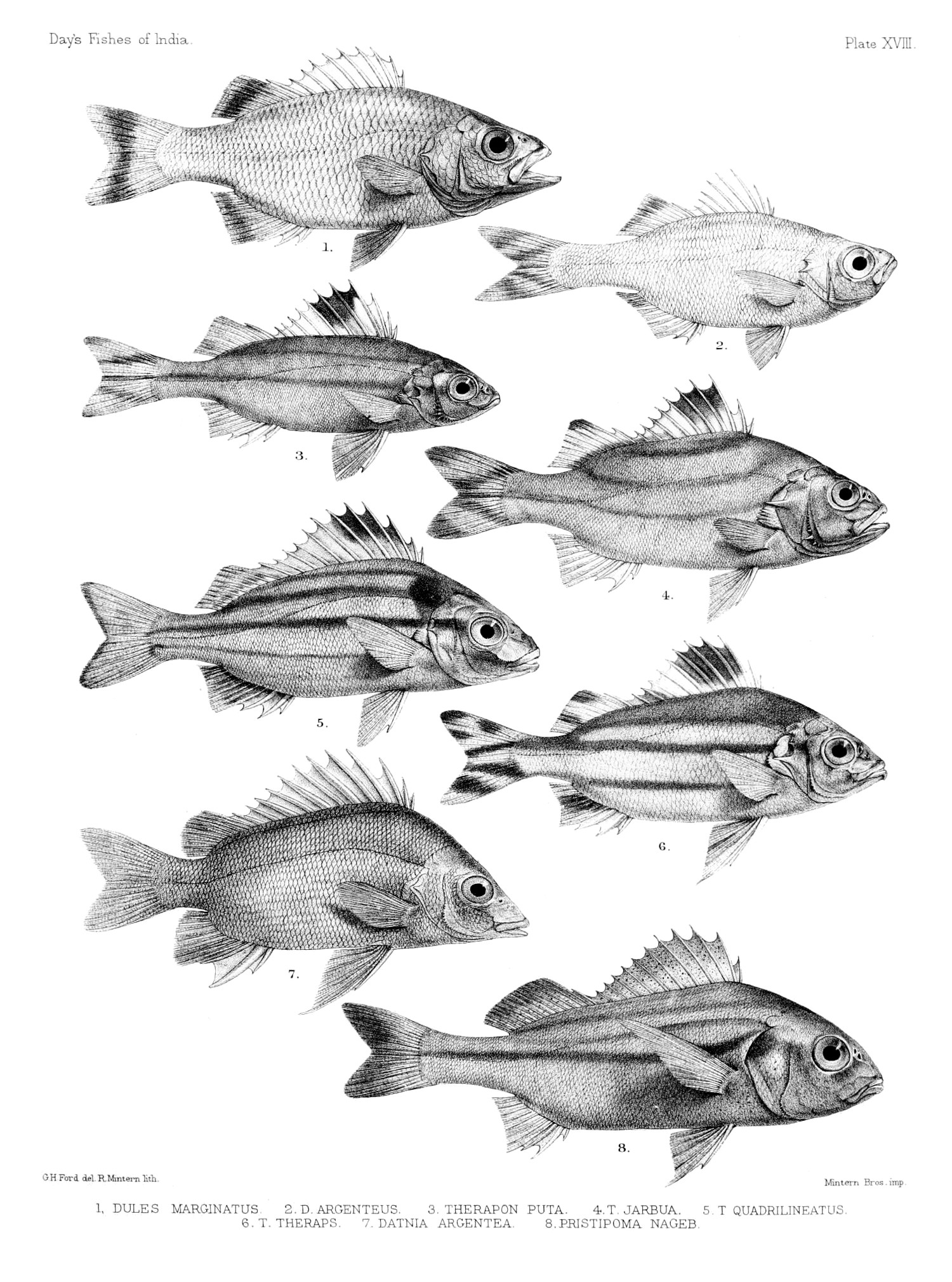